# Leersia ligularis
Leersia ligularis är en gräsart som beskrevs av Carl Bernhard von Trinius. Leersia ligularis ingår i släktet vildrissläktet, och familjen gräs.

## Underarter
Arten delas in i följande underarter:
- L. l. breviligularis
- L. l. glabriflora
- L. l. grandiflora